# ガンドゥ・ベンジャミン
ガンドゥ・ベンジャミン・ンデグワ（Ngandu Benjamin Ndegwa, 1991年5月21日 - ）は、ケニア出身で日本在住の元陸上競技選手、元会社員、地域おこし協力隊員。

## 来歴
ケニア生まれ。ケニア・ガル高校出身。日本大学に留学し、国際関係学部で学ぶ。2013年の箱根駅伝で2区区間賞を獲得。箱根では2年次に2区で2位、3年のときは予選会で敗退した。
全日本大学駅伝では1年時に4区を担当。9位で受けた襷を4位に押し上げ、区間賞となった。8区でもギタウ・ダニエルが区間賞の好走で日大は総合優勝を果たした。2年時には最終8区を担当。襷を受け取った時点で11位、翌年のシード権を獲得する6位（日本体育大学）までのタイム差は2分14秒あったが、日体大のみならず、明治大学、中央大学も抜き去り、総合4位でゴールした。この時のタイム（56分42秒）はメクボ・ジョブ・モグスに次ぐ区間歴代3番の好記録だった。3年時も連続して8区を担当。柏原竜二（東洋大学）に及ばず区間2位となり、4年間で唯一区間賞を逃した。なおチーム総合順位は襷を受けた時点の6位を4位に押し上げた。4年時もやはり8区を担当。この時は襷を受け取った時点で順位こそ9位だったが6位（中大）とのタイム差は3分02秒と、約1kmの差があった。それでも区間賞の好走で総合6位となり、翌年のシード権を獲得した。インカレ1万メートルV、香川丸亀国際ハーフマラソン4位などの成績を残した。
2013年、モンテローザ陸上競技部に入部し、練習拠点は日大に置く。2017年3月をもって同部が廃部になり、富士通に移籍、同年6月に退部。その後は会社員として勤務しながら市民ランナーとして活動していた。2020年8月、地域おこし協力隊員として栃木県壬生町に採用され、町内のランナーの指導やスポーツを通じた健康づくりに携わることが発表された。2022年12月より、走りながら英会話を学べる教室を開くようになった。
2023年1月29日、栃木県郡市町対抗駅伝競走大会に壬生町チームの8区で出場、9人抜きの快走を見せ、区間賞を獲得、壬生町の復路3位に貢献した。
2024年4月、地域おこし協力隊として米沢市に採用され、2024年5月現在、市内で子どもたちに長距離走の指導を行っている。